# Battery 2030+

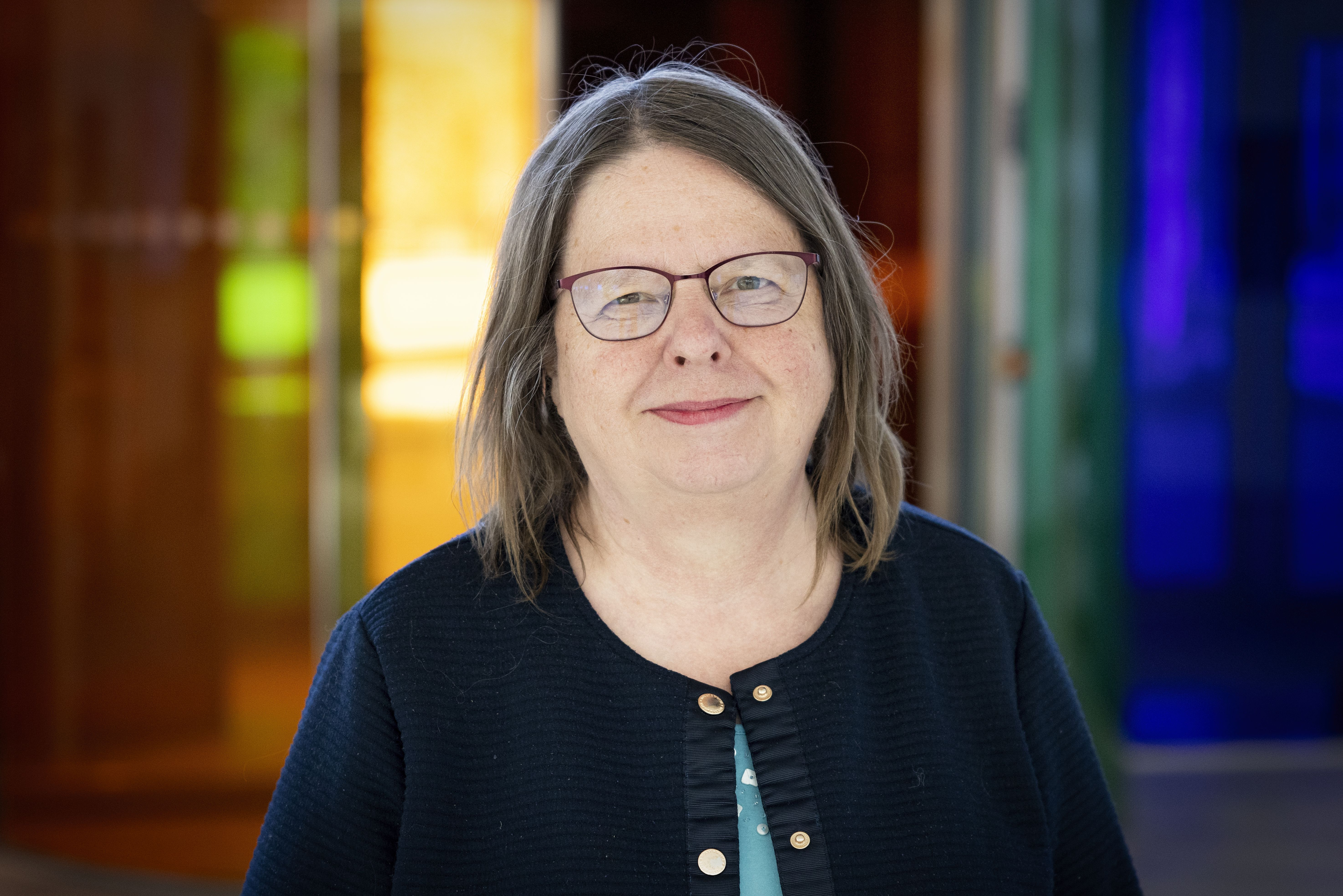
Professor Kristina Edström vid Uppsala universitet leder och koordinerar forskningsprojektet Battery 2030+.

Battery 2030+ är ett storskaligt europeiskt forskningsinitiativ med målet att utveckla hållbara, högeffektiva och säkra batterier genom att använda andra material och metoder än idag. Initiativet koordineras av Kristina Edström, professor i oorganisk kemi vid Uppsala universitet, och har en finansiering för åren 2020–2023 på drygt 400 miljoner kronor inom ramen för EU:s forskningsprogram Horizon 2020.
Europa har åtagit sig att uppnå ett klimatneutralt samhälle senast 2050 och här är batterier en nyckelteknologi. Behovet av batterier är stort och växande. EU-kommissionen har också en önskan om batteriproduktion i Europa av miljömässiga, säkerhetsmässiga och affärsmässiga skäl. Tillverkningen ska ske av ämnen som inte belastar miljön och vars råämnen går att utvinna i Europa. Batterierna ska ha längre livslängd och högre effekt än dagens; dessutom ska de vara säkra och billiga. 
Battery 2030+ består av sex forskningsprojekt och ett som ansvarar för koordinering, disseminering och kommunikation.
Big map är det största projektet och avser grundläggande materialforskning. Avancerad databehandling, simulering, och användning av AI-algoritmer ska ge svaret på vad som sker på molekylär nivå i gränssnitten mellan anod, katod och elektrolyt i relation till olika materialval. I projektet ingår också att skapa standardiserade datamodeller och öppen hantering av data. Projektet leds av Danmarks tekniska universitet. 
Spartacus, Sensibat och Instabat utvecklar olika typer av sensorer med hög känslighet, som kan mäta vad som händer i batteriet när det används. Syftet är att undersöka olika materialval och på sikt tillverka batterier som både är energieffektiva och har lång livstid. Spartacus står för “Spatially resolved acoustic, mechanical and ultrasonic sensing for smart batteries” och handlar om att mäta kemiska och elektrokemiska reaktioner inne i själva batteriet från utsidan för att öka förståelsen för vad som händer under drift. Projektet leds av Fraunhoferinstitutet i Würzburg. 
Sensibat utvecklar en sensorteknik för Li-jon-batterier som i realtid mäter batteriets inre temperatur, tryck, konduktivitet och motstånd. Syftet är ett bilbatteri med längre körsträcka och livslängd samtidigt som det kan laddas både snabbare och fler gånger än dagens. Projektet leds av forskningsinstitutet Ikerlan i Spanien. Imstabat utvecklar en plattform för multisensormätning av väsentliga parametrar för batteriets prestanda, där även tillverkningsbarhet och återanvändning ingår. Det görs genom inbäddade såväl fysiska sensorer som virtuella. Projektet leds av Commissariat à l'énergie atomique et aux énergies alternatives i Frankrike.
Två av projekten är inriktade mot batterier med självläkande egenskaper. Enkelt uttryckt handlar det om att återställa förlorad funktionalitet, en sorts självreglerande funktion.  Det kan till exempel vara material som fälls ut vid en given reaktion och återställer eller förbättrar ledningsförmågan. 
Hidden forskar kring användandet av metalliskt litium som anod. Det är tekniskt komplicerat men skulle kunna öka batteriets prestanda och livslängd med 50 procent. Tanken är också att kombinera litiumanoden med additiva ämnen och en piezoelektrisk effekt för att ge batteriet självläkande egenskaper. Projektet leds av forskningsinstitutet VTU i Finland. Bat4ever handlar om att använda polymerbaserade självläkande komponenter för högpresterande litiumjonbatterier med kisel och grafen som anodmaterial och NMC (litiumnickel-magnesium-koboltoxid) som katodmaterial. Forskningen leds av Vrije Universiteit i Bryssel.

## Källa
Saykali, Kajsa. ”Start - Battery 2030” (på engelska). www.battery2030.eu. https://www.battery2030.eu/. Läst 31 maj 2021.